# Tarsotropidus nigmanni
Tarsotropidus nigmanni là một loài bọ cánh cứng trong họ Cerambycidae.